# Glossopteridales
Glossopteridales é uma ordem extinta de plantas pertencentes às Pteridospermatophyta, ou samambaias com sementes. Elas se desenvolveram durante o Permiano no antigo continente meridional de Gondwana, mas se extinguiram no fim do período Triássico. O gênero mais conhecido é o Glossopteris.